# Carrick, Tasmanien
Carrick är en ort i Australien. Den ligger i kommunen Meander Valley och delstaten Tasmanien, i den sydöstra delen av landet, omkring 150 kilometer norr om delstatshuvudstaden Hobart.
Runt Carrick är det mycket glesbefolkat, med 2 invånare per kvadratkilometer.. Närmaste större samhälle är Launceston, omkring 15 kilometer nordost om Carrick. 
Trakten runt Carrick består till största delen av jordbruksmark. Genomsnittlig årsnederbörd är 967 millimeter. Den regnigaste månaden är augusti, med i genomsnitt 119 mm nederbörd, och den torraste är februari, med 41 mm nederbörd.